# 800 meter frisim för damer i simning vid olympiska sommarspelen 2004
Sammanställda resultaten för 800 meter frisim, damer vid de Olympiska sommarspelen 2004.

## Rekord
| Världsrekord     | Janet Evans (USA)    | Tokyo, Japan       | 8.16,22 | 20 augusti 1989   |
| Olympiskt rekord | Brooke Bennett (USA) | Sydney, Australien | 8.19,67 | 22 september 2000 |

## Medaljörer
| Guld:             | Silver:                   | Brons:          |
| Ai Shibata, Japan | Laure Manaudou, Frankrike | Diana Munz, USA |

## Resultat
Från de 4 kvalheaten gick de 8 snabbaste vidare till final.
Alla tider visas i minuter och sekunder.

Q kvalificerad till nästa omgång

DNS startade inte.

DSQ markerar diskvalificerad eller utesluten.

### Kval

#### Heat 1
1. Golda Marcus, El Salvador 8.59,81
2. You-Ri Kwon, Sydkorea 9.01,42
3. Jelena Petrova, Estland 9.01,62
4. Heather Roffey, Caymanöarna 9.02,88
5. Paola Duguet, Colombia 9.06,96
6. Anita Galic, Kroatien 9.10,91
7. Khadija Ciss, Senegal 9.20,06

#### Heat 2
1. Diana Munz, USA 8.30,87 Q
2. Jana Henke, Tyskland 8.31,06 Q
3. Simona Paduraru, Rumänien 8.34,15 Q
4. Sarah Paton, Australien 8.35,81
5. Brittany Reimer, Kanada 8.41,55
6. Marianna Lymperta, Grekland 8.42,65
7. Olga Beresjneva, Ukraina 8.57,96
8. Ivanka Moralieva, Bulgarien 9.03,13

#### Heat 3
1. Rebecca Cooke, Storbritannien 8.28,47 Q
2. Ai Shibata, Japan 8.30,08 Q
3. Linda Mackenzie, Australien 8.35,90
4. Sachiko Yamada, Japan 8.36,48
5. Camelia Potec, Rumänien 8.41,20
6. Jana Pechanova, Tjeckien 8.47,38
7. Rebecca Linton, Nya Zeeland 9.02,41
8. Eva Risztov, Ungern DNS

#### Heat 4
1. Laure Manaudou, Frankrike 8.25,91 Q
2. Kalyn Keller, USA 8.32,36 Q
3. Erika Villaecija, Spanien 8.33,61 Q
4. Hua Chen, Kina 8.36,24
5. Flavia Rigamonti, Schweiz 8.38,10
6. Hannah Stockbauer, Tyskland 8.38,17
7. Kristel Kobrich, Chile 8.:40,41
8. Anja Carman, Slovenien DNS

### Final
1. Ai Shibata, Japan 8.24,54
2. Laure Manaudou, France 8.24,96
3. Diana Munz, USA 8.26,61
4. Kalyn Keller, USA 8.26,97
5. Erika Villaecija, Spanien 8.29,04
6. Rebecca Cooke, Storbritannien 8.29,37
7. Jana Henke, Tyskland 8.33,95
8. Simona Paduraru, Rumänien 8.37,02

## Tidigare vinnare

### OS
- 1896 – 1964: Ingen tävling
- 1968 i Mexico City: Debbie Meyer, USA – 9.24,0
- 1972 i München: Keena Rothhammer, USA – 8.53,68
- 1976 i Montréal: Petra Thümer, DDR – 8.37,14
- 1980 i Moskva: Michelle Ford, Australien – 8.28,90
- 1984 i Los Angeles: Tiffany Cohen, USA – 8.24,95
- 1988 i Seoul: Janet Evans, USA – 8.20,20
- 1992 i Barcelona: Janet Evans, USA – 8.25,52
- 1996 i Atlanta: Brooke Bennett, USA – 8.27,89
- 2000 i Sydney: Brooke Bennett, USA – 8.19,67

### VM
- 1973 i Belgrad: Novella Calligaris, Italien – 8.52,97
- 1975 i Cali, Colombia: Jenny Turrall, Australien – 8.44,75
- 1978 i Berlin: Tracey Wickham, Australien – 8.24,94
- 1982 i Guayaquil, Ecuador: Kim Linehan, USA – 8.27,48
- 1986 i Madrid: Astrid Strauss, DDR – 8.28,24
- 1991 i Perth: Janet Evans, USA – 8.24,05
- 1994 i Rom: Janet Evans, USA – 8.29,85
- 1998 i Perth: Brooke Bennett, USA – 8.28,71
- 2001 i Fukuoka, Japan: Hannah Stockbauer, Tyskland – 8.24,66
- 2003 i Barcelona: Hannah Stockbauer, Tyskland – 8.23,66